# ATP Buenos Aires 1995
L'ATP Buenos Aires 1995 è stato un torneo di tennis giocato sulla terra rossa. È stata la 61ª edizione del torneo, che fa parte della categoria ATP World Series nell'ambito dell'ATP Tour 1995.Si è giocato a Buenos Aires in Argentina dal 6 al 13 novembre 1995.

## Campioni

### Singolare maschile
Carlos Moyá ha battuto in finale  Félix Mantilla con il punteggio di 6–0, 6–3

### Doppio maschile
Vince Spadea /  Christo van Rensburg hanno battuto in finale  Jiří Novák /  David Rikl con il punteggio di 6–3, 6–3